# Ladislaus von Szögyény-Marich
Ladislaus von Szögyény-Marich von Magyar-Szögyen und Szolgaegyháza (* 12. November 1841 in Wien; † 11. Juli 1916 in Csór, Komitat Fejér) war ein österreichisch-ungarischer Diplomat.

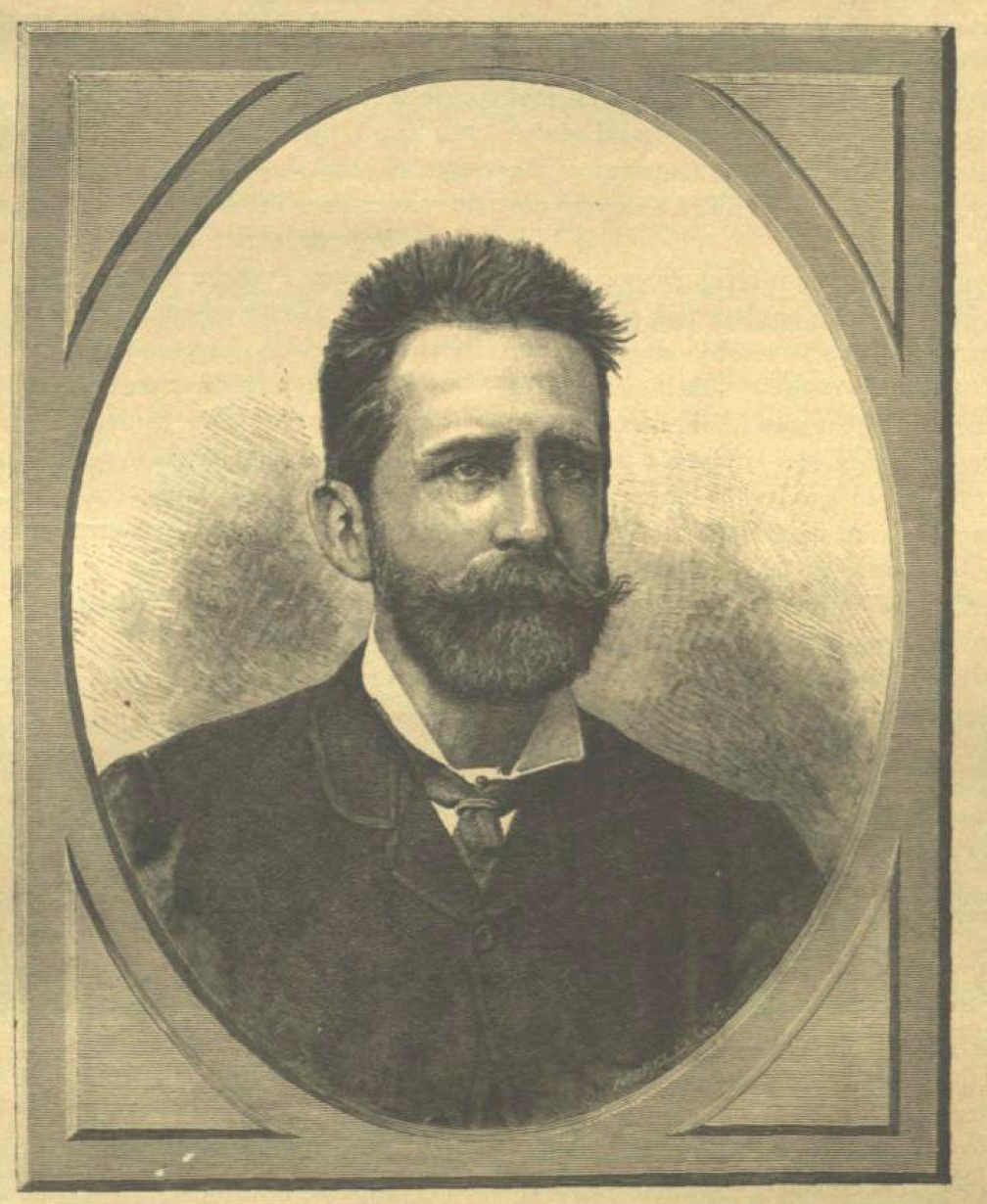
Ladislaus von Szögyény-Marich

## Leben
Szögyény, der aus einem alten ungarischen Adelsgeschlecht stammte, wurde 1841 als Sohn des späteren ungarischen Judex curiae Ladislaus von Szögyény geboren. Nach dem Studium in Wien trat Szögyény 1861 in den Verwaltungsdienst in seinem Heimatkomitat Stuhlweißenburg ein. Nachdem er dort acht Jahre lang administrative Aufgaben erledigt hatte, wurde er 1869 in den ungarischen Reichstag gewählt. Dort schloss er sich zunächst der Partei Sennyeys und später der liberalen Partei an. 1882 gab Szögyény seine Abgeordnetentätigkeit auf, um ins Ministerium des Äußeren in Wien zu wechseln.
1884 wurde er in den Orden vom Goldenen Vlies aufgenommen.
Im Außenministerium fungierte Szögyény als zweiter Sektionschef und schließlich als erster Sektionschef mit Zuständigkeit für die Großmächte, bevor er im Dezember 1890 als Nachfolger des Freiherrn von Ordzy das ungarische Ministerium am Hoflager übernahm. Zur gleichen Zeit besorgte Szögyény die Sichtung des Nachlasses des verstorbenen Kronprinzen Rudolf, dessen besonderes Vertrauen er genossen hatte.
Nach einem Besuch bei Kaiser Franz Joseph in Gödöllő im Oktober wurde Szögyény im Oktober 1892 als österreichisch-ungarischer Botschafter nach Berlin entsandt. Dort nahm er in Personalunion zugleich die Posten der Botschafter für die deutschen Einzelstaaten Preußen, Mecklenburg-Schwerin, Mecklenburg-Strelitz, Oldenburg und Braunschweig wahr. Abschluss und Höhepunkt seiner Berliner Mission bildeten schließlich die Ereignisse der Julikrise 1914, als er den sogenannten „Blankoscheck“, den die kaiserliche Regierung der österreichischen Staatsführung übergab, in Empfang nahm (Mission Hoyos) und den Ausbruch des Ersten Weltkrieges miterlebte. Danach kehrte er in seine Heimat zurück, wo er zwei Jahre später verstarb.